# Ioana de Brabant
Ioana de Brabant (n. 24 iunie 1322, Brussel, Comunitatea Francofonă din Belgia⁠(d), Belgia – d. 1 decembrie 1406, zona metropolitană Bruxelles, Țările de Jos burgunde⁠(d)), aparținând Casei lui Reginar, a fost ducesă de Brabant și de Limburg între 1355 și 1406. 

## Biografie
Ioana a fost fiica ducelui Ioan al III-lea de Brabant și a soției sale, Maria d'Évreux.
În 1334 Ioana s-a căsătorit cu contele Willem al IV-lea de Olanda (1317–1345). Din această căsătorie a rezultat doar un copil, Willem, care a murit tânăr.
Rămasă văduvă, Ioana s-a recăsătorit în martie 1352 cu ducele Venceslau I de Luxemburg (1337–1383), mult mai tânăr decât ea. La momentul stabilirii acestei căsătorii (în 1347) nu se punea problema ca Ioana să-i succeadă tatălui ei la conducerea Ducatului Brabant deoarece ea avea trei frați care au precedat-o în ordinea succesiunii. Abia după 1352 când a murit Godefroi, ultimul fiu al lui Ioan al III-lea, Ioana putea deveni moștenitoarea tatălui ei.

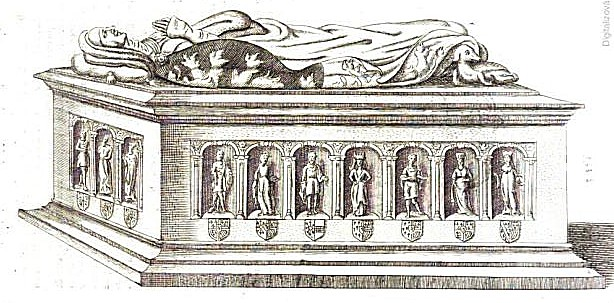
Mormântul Ioanei de Brabant

Ioan al III-lea a murit în decembrie 1355. Pentru a evita împărțirea ducatului între cele patru surori aflate în viață, în ianuarie 1356 a fost promulgat „Blijde Inkomst” - un document echivalent cu Magna Charta Libertatum. Ca urmare, Ioana a devenit ducesă, însă Margareta, sora mai mică, și soțul acesteia, contele Ludovic al II-lea de Flandra, nu au acceptat decizia și au atacat ducatul. Cu sprijinul împăratului Carol al IV-lea, fratele soțului ei, Ioana și-a putut păstra posesiunile.
Contele Ludovic al II-lea a pretins totuși zestrea Margaretei pe care Ioan al III-lea o promisese și pe care Venceslau a refuzat să o plătească. O altă sursă de conflict a fost suma pe care Brabantul o mai datora Comitatului Flandra pentru cumpărarea orașului Mechelen. Ludovic al II-lea, după ce a ocupat Mechelen, s-a îndreptat spre Bruxelles, pe care l-a cucerit la 17 august 1356; apoi alte orașe s-au predat flamanzilor. Ioana s-a refugiat la Maastricht sub protecția fratelui lui Venceslau, Carol al IV-lea de Luxemburg. După câteva luni, flamanzii au fost alungați din Bruxelles și din alte teritorii, păstrând totuși controlul unei părți ale ducatului. Pacea a fost încheiată în Ath în anul următor, prin medierea lui William al III-lea de Hainaut. La 29 martie 1357 Ioana s-a angajat - în schimbul protecției imperiale - să-l accepte pe împăratul Carol al IV-lea sau pe cel mai apropiat moștenitor al acestuia pe linie masculină, ca moștenitor al Ducatelor Brabant și Limburg. În 1371, supraestimându-și propriile forțe, soțul ei, Venceslau, a hotărât să atace Ducatul Jülich, dar a fost învins la Baesweiler, unde a pierdut o parte din armata sa, mai mulți nobili și-au pierdut viața, iar el însuși a fost luat prizonier, rămânând în captivitate unsprezece luni.
După moartea lui Venceslau în 1383, Ioana a guvernat Ducatele Brabant și Limburg.
Atacată în 1386 de ducele de Geldern, Wilhelm I, aliatul englezilor în Războiul de o sută de ani, și fără a putea conta pe sprijinul fiului împăratului Carol al IV-lea, imprevizibilul Venceslau, Ioana i-a cerut ajutor ducelui Filip al II-lea de Burgundia (soțul Margaretei a III-a de Flandra, fiica surorii sale). Fericit să-și extindă influența asupra Olandei, Filip l-a convins pe regele Franței să organizeze o expediție împotriva ducelui Wilhelm și, ca urmare, o armată de 100 000 de oameni a pornit spre Geldern. Pentru a cruța Ducatul Brabant de distrugere, Filip a făcut cu trupele sale un lung și obositor ocol traversând podișul Ardeni, Ducatele Cleves și Jülich. În cele din urmă, ducele Wilhelm a evitat dezastrul supunându-se regelui Franței, Carol al VI-lea. Ioana l-a răsplătit pe Filip al II-lea pentru ajutor numind-o pe soția lui, Margareta a III-a, printr-un document emis la 28 septembrie 1399, moștenitoare a Ducatelor Brabant și Limburg. Dorind să se asigure încă din timpul vieții Ioanei că reprezentanții provinciilor Brabantului vor accepta decizia ducesei, Filip s-a îndreptat către Bruxelles unde a promis că, în cazul recunoașterii succesiunii stabilite, va returna orașele Mechelen și Anvers. Răspunsul primit a fost unul evaziv. Chiar și de la regele Venceslau a primit un răspuns similar. Acesta, moștenitor al Ducatului de Luxemburg în virtutea Tratatului din 1357, revendicase și el succesiunea cu pricina. Filip, dăruind generos aur, a câștigat favoarea majorității reprezentanților și a reușit să obțină în 1403 recunoașterea viitoarei succesiuni pentru fiul său, Anton de Burgundia.
Câteva zile după moartea lui Filip (7 mai 1404), Ioana a abdicat la 19 mai 1404 în favoarea Margaretei care i-a dăruit Ducatul Brabant fiului ei cel mic, Anton.
Ioana de Brabant a murit  doi ani mai târziu la Bruxelles pe 1 decembrie și a fost înmormântată în Mănăstirea Ordinului Carmelit din Bruxelles. Mormântul ei, distrus în timpul revoluțiilor franceze, a fost creat mult după moartea ei (în 1457–1458) la dorința ducelui Filip cel Bun.

## Căsătorii și descendenți
Ioana de Brabant s-a căsătorit de două ori:
- în 1334 cu contele Willem al IV-lea de Olanda (1317–1345); din această căsătorie a rezultat un copil:
- Willem, a murit tânăr.

- în 1352 cu Venceslau I de Luxemburg (1337–1383); din această căsătorie nu au rezultat copii.